# Antoni Bernadó Planas
Toni Bernadó Planas, més conegut com a Toni Bernadó (Sant Julià de Lòria, Andorra, 9 de desembre de 1966) és un atleta i corredor de fons i maratonià andorrà.
Com a maratonià va participar en diverses cites olímpiques, acabant 87è a la prova de marató masculina dels Jocs Olímpics d'Atlanta 1996, 49è a la dels Jocs olímpics de Sydney 2000, 57è a la dels Jocs Olímpics d'Atenes 2004, 58è a la dels Jocs Olímpics de Pequín de 2008 i 74è a la dels Jocs Olímpics de Londres 2012. És el primer atleta, i fins ara l'únic, que ha disputat i acabat cinc maratons olímpiques.
A més de la seva participació en els Jocs Olímpics, Bernadó també ha representat Andorra a la marató dels Campionats del món d'atletisme i dels Campionats d'Europa d'Atletisme, durant gairebé dues dècades. Cal destacar la seva victòria a la Marató internacional Martín Fiz del 2005 a Vitòria, i el segon lloc a la Marató de Barcelona del 2004 i a la Marató Internacional Martin Fiz de Vigo del 2006, així com el tercer lloc al Míting Internacional d'Atletisme de Palafrugell, i a les maratons de Barcelona del 2003 -en la qual va obtenir la seva millor marca en marató, amb un temps de 2:14:25- i del 2007, amb un temps de 2:14:52.
La trajectòria esportiva de Toni Bernadó és molt dilatada, i una gran part dels seus èxits han esdevingut al llarg dels anys als Jocs dels Petits Estats d'Europa. En aquesta cita esportiva ha obtingut, des del 1999 a Liechtenstein, un total d'onze medalles. Set d'elles d'or, quatre de plata, i sempre repartides en les proves de 10.000 i 5.000 metres. En els 10.000 metres, aconseguí quatre ors i dues plates. La primera posició la va assolir a Liechtenstein 1999, San Marino 2001, Malta 2003 i Liechtenstein 2011. En aquesta mateixa distància, va ser plata a Andorra 2005 i Mònaco 2007. Pel que fa a la distància dels 5.000 metres, suma tres ors i dues plates. Medalles d'or en té de Malta 2003, Andorra 2005 i Mònaco 2007, mentre que les de plata les va assolir a San Marino 2001 i Liechtenstein 2011. En aquests Jocs dels Petits Estats també va quedar tercer a la prova de 10.000 metres en l'edició del 2017 celebrada a Serravalle, a San Marino.

## Maques personals
- 3.000 metres – 8:03.69 (Palafrugell, 2007)
- 5.000 metres – 14:10.06 (Mataró, 2005)
- 10.000 metres – 29:47.74 (Vic, 2002)
- Mitja marató – 1:05:24 (Barcelona, 2005)
- Marató – 2:14:25 (Marató de Barcelona, 2003)